# アボカドソース

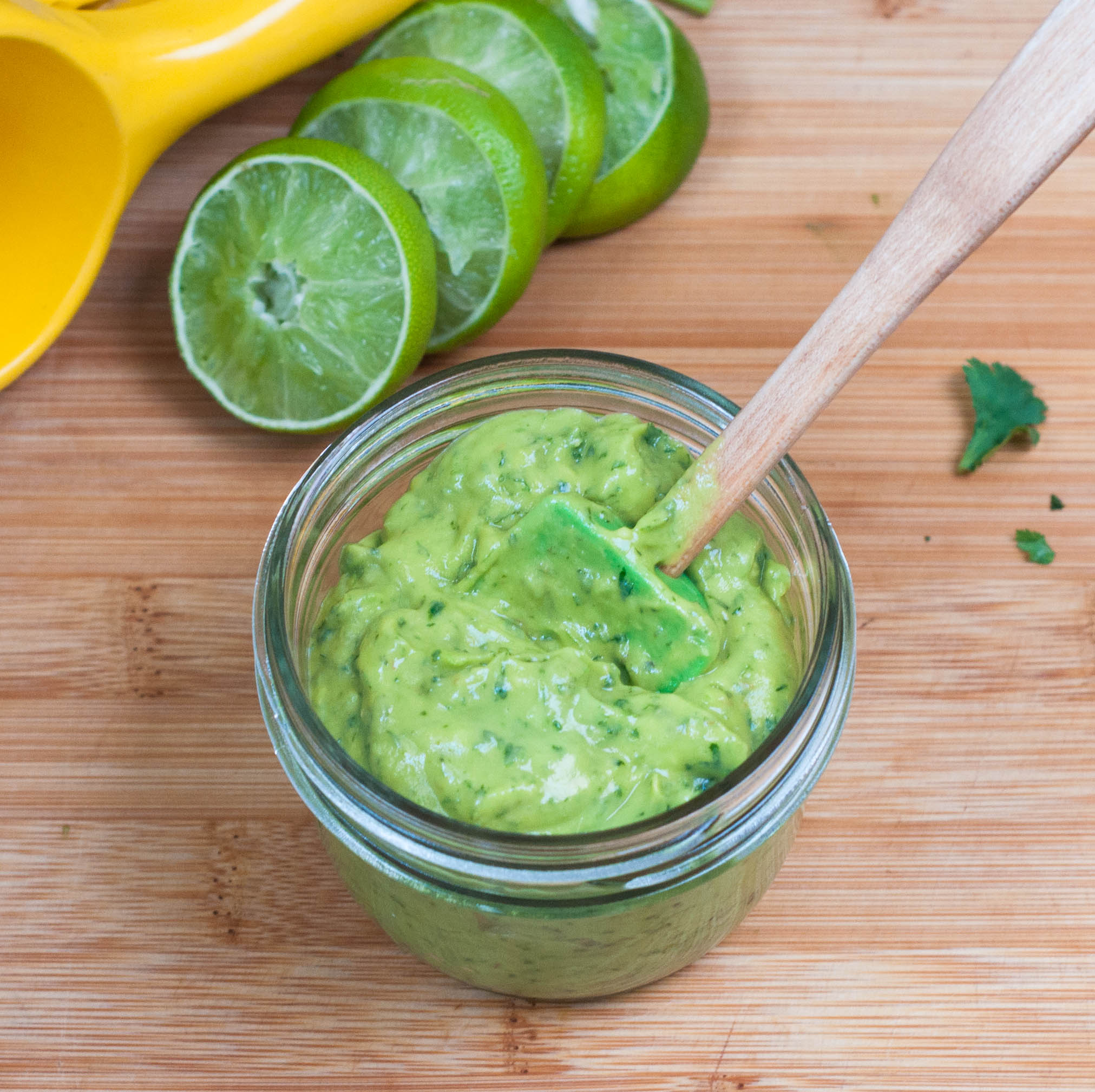
ライムを使ったアボカドソース

アボカドソース(Avocado sauce)は、アボカドを主材料としたソースである。市販のものは濃度が薄く、注ぐことができる。市販のソースを作るときには、アボカドを高速ブレンダーで撹拌し、果肉を潰す。スパイス、水、乳化剤を加え、褐色化を防ぐために凍らせる。KumanaやHerdezは、人気のあるブランドである。
トマティーヨ、タマネギ、チリペッパー、コリアンダー、唐辛子やニンニクを加えることもある。

## 作り方
家庭では、ヨーグルト、アボカド、レモン果汁、植物油、潰したニンニク、砂糖、クミン、食塩、レッドペッパーソース等を混ぜて作る。

## 利用
肉料理や、ファヒータ、タキート、タコスやその他の料理の材料やトッピングとして用いる。